# Mitromorpha pleurotomoides
Mitromorpha pleurotomoides is een slakkensoort uit de familie van de Mitromorphidae. De wetenschappelijke naam van de soort is voor het eerst geldig gepubliceerd in 1890 door E. A. Smith.